# José Asensio y Torres

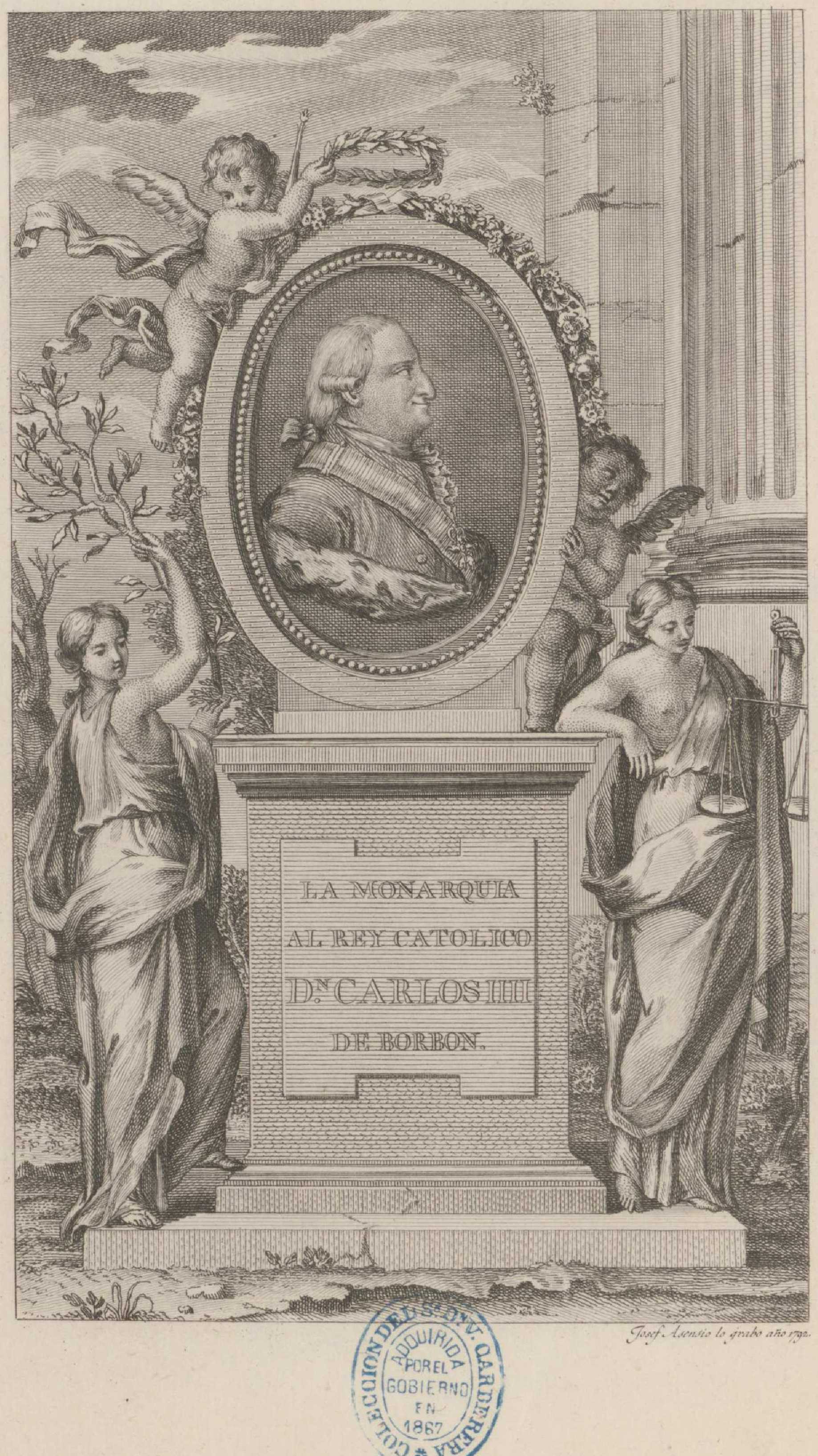
«La monarquía al rey católico D.n Carlos IIII de Borbón». Grabado de José Asensio, 1792. Biblioteca Nacional de España.

José Francisco Asensio y Torres (Valencia, 1759-Madrid, 1820) fue un grabador en cobre español, profesor de grabado en la Real Academia de Bellas Artes de San Fernando y grabador de cámara de su majestad.

## Biografía
Hijo de un empleado de la Real Biblioteca, estudiante de pintura en la Real Academia de San Carlos de Valencia, en 1778 se trasladó a Madrid para matricularse en la clase de Principios de dibujo de figuras de la Real Academia de Bellas Artes de San Fernando. Volvió a Valencia para estudiar grabado, obteniendo el premio de grabado en dulce en 1783. Un año después retornó a Madrid para trabajar como grabador de letras en la Real Calcografía. En 1801 fue nombrado grabador de cámara de su majestad y profesor de grabado en la Academia de San Fernando por su trabajo en las emisiones de vales reales.
Asensio participó en numerosos proyectos editoriales, destacando entre ellos varios de carácter científico y artístico, además de contribuir con sus grabados a la ilustración de obras literarias, portadas de libros, retratos, planos de ciudades y tratados de caligrafía. De sus obras Ossorio, que le decía profesor de arquitectura en la Academia de San Fernando, mencionaba la terminación de las ilustraciones de las Reglas de los cinco órdenes de la arquitectura, que había comenzado al aguafuerte Fausto Martínez de la Torre y completado Asensio a buril (1792), un Tratado de cortes de cantería, publicado en 1818, una colección de muestras de caligrafía en letra bastardilla española y las 140 láminas para los Metamorfoseos o transformaciones de Ovidio, además de numerosas estampas religiosas, entre ellas una de san Cristóbal «de mucho mérito».
Con Fausto Martínez de la Torre colaboró tanto en la ilustración como en la traducción y edición de la obra clásica de Jacopo Vignola con comentarios de Delagardette, realizando una importante inversión económica de la que pudieron resarcirse gracias al impulso dado por las reales academias a los estudios de arquitectura, lo que les permitió abordar su siguiente trabajo: la traducción e impresión, en 1795, del Tratado elemental de los cortes de cantería de Simonin, cuidando de adaptar los términos del diccionario con que concluía la obra a los términos y definiciones usados por los maestros españoles. También con Fausto Martínez de la Torre realizó el Plano de la Villa y Corte de Madrid, en sesenta y quatro láminas, que demuestran otros tantos barrios en que está dividida; con los nombres de todas sus plazuelas y calles, números de las manzanas, y casas que comprehenden cada uno; con otras curiosidades útiles á los naturales y forasteros, impreso en Madrid, en la imprenta de don Joseph Doblado, 1800, edición corregida y aumentada del plano de Juan Francisco González.
Colaboró en las ilustraciones de Los diez libros de architectura de Vitruvio traducidos y comentados por José Ortiz y Sanz (1787) y en el Atlas marítimo de España de Vicente Tofiño de San Miguel (1789). Así mismo llevan su firma buena parte de la ilustraciones de cuadrúpedos de los tomos octavo al catorce de la traducción española de la Historia natural, general y particular de Buffon, publicados entre 1789 y 1796 en la imprenta de Ibarra. Son suyas, según se hacía constar en la portada, las ilustraciones de los Metamorfóseos o Transformaciones de Ovidio; traducidos al castellano con algunas notas para su inteligencia por Dn. Francisco Crivell; y adornados con estampas finas por D. José Assensio, Madrid, Imprenta Real, 1805-1819, 139 láminas en cuatro volúmenes en 4º, aunque lo único original sean los marcos pues en las composiciones se limitó a copiar las ilustraciones de la edición de 1767 de Las metamorfosis de Ovidio traducidas y anotadas por Antoine Banier (Les Métamorphoses d’Ovide gravées sur les desseins des meilleurs peintres français). 
En 1806 encabezó el equipo que se encargó de la nueva edición del tratado de Varia conmensuración de Juan de Arfe y Villafañe, «corregida, aumentada y mejorada con láminas finas». Bajo la dirección de Asensio, que puso el prólogo en el que explicaba haber variado algo las proporciones ofrecidas por Arfe además de actualizar la terminología correspondiente a las nociones de anatomía, trabajaron diferentes artistas que son quienes firmaron las láminas, principalmente Antonio Rodríguez Onofre, que se encargó de los dibujos de figuras completas del libro cuarto, dedicado a la anatomía, y Pedro Vicente Rodríguez, que firmó todos los grabados abiertos al aguafuerte y buril de esa parte, en la que para mayor claridad y precisión se empleó un proceso de estampación a doble tinta, de color negro para los huesos y rojo para los músculos. 
El 2 de diciembre de 1814 se anunciaba en el Diario de Madrid:

En las librerías de Hurtado, calle de las Carretas, y en la de Quirós, frente a los Gremios, se venden barajitas nuevas de 30 preguntas y 30 respuestas muy graciosas, grabadas la letra por don José Asensio, y puestas en cartulina, para divertirse por la noche damas y galanes, a 8 rs. en negro, a 14 iluminadas, y con el canto dorado a 18. En dichas librerías se venden también cartitas de amor de 30 clases diferentes, entre ellas nuevas Venus, diosa del amor, y Marte, dios de las batallas, a 4 rs. el quadernillo de varios colores, y a 8 iluminadas, con sus sobres correspondientes.

El juego de naipes, formado por sesenta cartas, treinta de caballeros y treinta de damas, se desarrollaba formando dos grupos: en el de los caballeros figuraba una pregunta del tipo de «Me da V. motivo de celos?» o «Querrá V. que sepan nuestro amor?», y en el de las damas una respuesta, como «A la vista está» o «No todas veces», de modo que combinadas al azar preguntas y respuestas daban lugar a situaciones procaces o cómicas. Retiradas por la Inquisición, restablecida tras la ocupación francesa y la anulación de la obra legislativa realizada por las Cortes de Cádiz, fue llamado a declarar José Aparici, responsable de los dibujos, que se justificó diciendo que las había hecho con el único propósito «de mantener a su familia y de vivir, y que nunca creyó tuviesen malicia, ni oposición a las buenas costumbres pues obras por el mismo estilo se vendían antes de la invasión de los enemigos». Como otra manifestación de la regresión que había traído la restauración del absolutismo, en 1819 hubo incluso quien denunció las estampas con desnudos del tratado de Varia conmensuración, aunque en este caso los calificadores del tribunal consideraron razonablemente que las imágenes no merecían censura pues eran «meramente facultativas y de estudio».